# Wolfscastle
Wolfscastle (Casblaidd en gallois), parfois orthographié Wolf's Castle, est une communauté du pays de Galles située dans le comté du Pembrokeshire entre Haverfordwest et Fishguard.

## Géographie
Wolfscastle se situe dans le comté du Pembrokeshire à mi-chemin entre les villes de Fishguard, au nord, et Haverfordwest, au sud.

## Patrimoine
Le bâtiment le plus connu du village est sans conteste son église Saint Dogfael, construite au Moyen Âge, mais largement rénovée au XIXe siècle.